# Microzetes pyrenaicus
Microzetes pyrenaicus är en kvalsterart som först beskrevs av Travé 1956.  Microzetes pyrenaicus ingår i släktet Microzetes och familjen Microzetidae. Inga underarter finns listade i Catalogue of Life.